# Épieds-en-Beauce
Pour les articles homonymes, voir Épieds.
Pour les articles ayant des titres homophones, voir Épiez.
Épieds-en-Beauce est une commune française, située dans le département du Loiret en région Centre-Val de Loire.

## Géographie

### Localisation

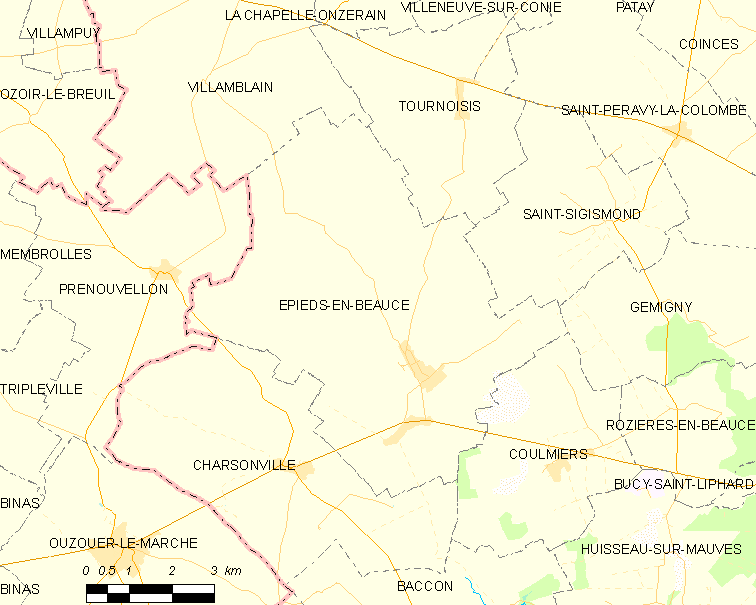
Carte de la commune d'Épieds-en-Beauce et des communes limitrophes.

La commune d'Épieds-en-Beauce se trouve à l'extrémité ouest du département du Loiret, en limite du département de Loir-et-Cher, dans la région agricole de la Beauce de Patay et l'aire urbaine d'Orléans.  À vol d'oiseau, elle se situe à 22,2 km  d'Orléans, préfecture du département, et à 14,9 km de Meung-sur-Loire, ancien chef-lieu du canton dont dépendait la commune avant mars 2015. La commune fait partie du bassin de vie d'Orléans.

Les communes les plus proches sont : Charsonville (3,7 km), Coulmiers (4,1 km), Saint-Sigismond (5,9 km), Gémigny (5,9 km), Prénouvellon (6,2 km, en Loir-et-Cher), Rozières-en-Beauce (6,3 km), Tournoisis (6,5 km), Baccon (6,6 km), Ouzouer-le-Marché (7,9 km) et Villamblain (8,2 km).
| Villamblain       | Tournoisis       | Saint-Sigismond |
| Beauce la Romaine | Épieds-en-Beauce | Gémigny         |
| Charsonville      | Baccon           | Coulmiers       |

#### Hameaux et Lieux-Dits
- Saintry, Cerqueux, Villemars, Perreuse, Villers le Temple, Villiers le Gast, Presailles, Poiseaux, Favelles, Cheminiers, Mauny.
- L'Alleu, Le Lingot d'Or, Villevoindreux, Bordebuse, Villaumoy, Les Vanneries, Les Sapins, Saint-George, Le Petit Saint-George, Villiers le Hart, Fourneaux.

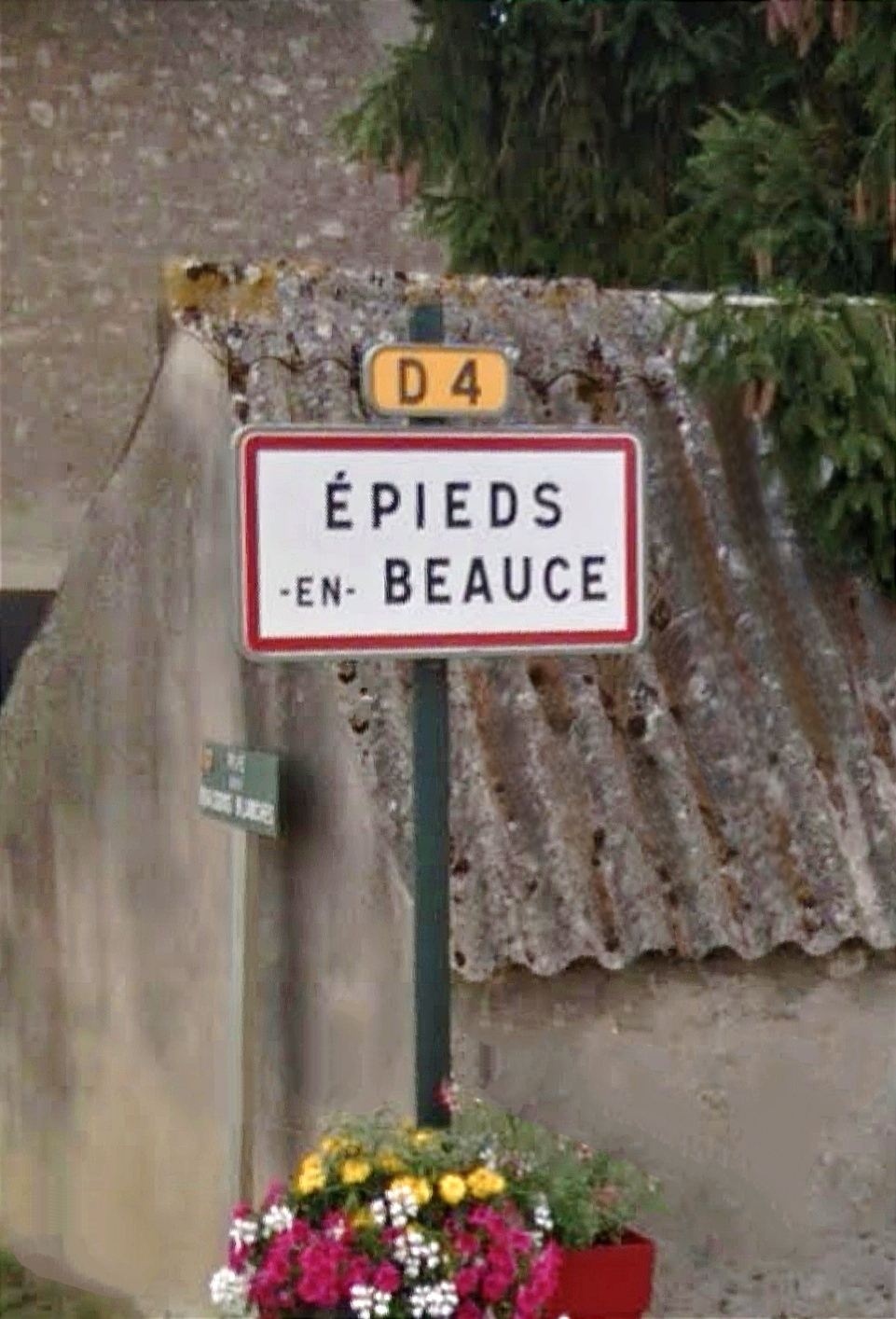
Panneau d'agglomération.

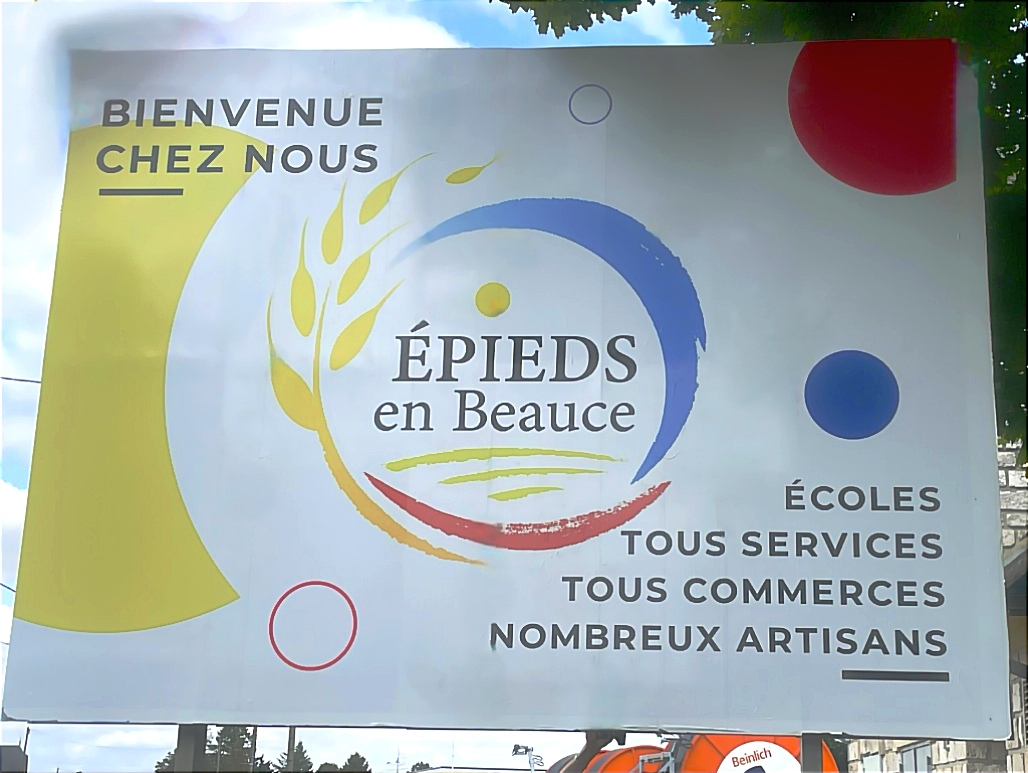
Panneau d’information, Accueil, sur la RD2157

### Géologie et relief

#### Géologie
La commune se situe dans le sud du Bassin parisien, le plus grand des trois bassins sédimentaires français. Cette vaste dépression, occupée dans le passé par des mers peu profondes et des lacs, a été comblée, au fur et à mesure que son socle s’affaissait, par des sables et des argiles, issus de l’érosion des reliefs alentours, ainsi que des calcaires d’origine biologique, formant ainsi une succession de couches géologiques.
Les couches affleurantes sur le territoire communal sont constituées de formations superficielles du Quaternaire et de roches sédimentaires datant du Cénozoïque, l'ère géologique la plus récente sur l'échelle des temps géologiques, débutant il y a 66 millions d'années. La formation la plus ancienne est du calcaire de Pithiviers remontant à l’époque Miocène de la période Néogène. La formation la plus récente est des limons et lœss remontant à l’époque Pléistocène de la période Quaternaire. Le descriptif de ces couches est détaillé dans  la feuille « n°362 - Patay » de la carte géologique au 1/50 000ème du département du Loiret, et sa notice associée.

Carte géologique de la commune.

|  | qOE : | Limons et Loess, Quaternaire |

|  | m2MCO : | marnes et calcaires de l'Orléanais, Burdigalien |
|  | m1CPi : | calcaire de Pithiviers, Aquitanien              |

#### Relief
La superficie cadastrale de la commune publiée par l’Insee, qui sert de références dans toutes les statistiques, est de 40,22 km2,. La superficie géographique, issue de la BD Topo, composante du Référentiel à grande échelle produit par l'IGN, est quant à elle de 40,27 km2. Son relief est relativement plat puisque la dénivelée maximale atteint 15 mètres. L'altitude du territoire varie entre 114 m et 129 m.

### Climat
Pour des articles plus généraux, voir Climat du Centre-Val de Loire et Climat du Loiret.
En 2010, le climat de la commune est de type climat océanique dégradé des plaines du Centre et du Nord, selon une étude du CNRS s'appuyant sur une série de données couvrant la période 1971-2000. En 2020, Météo-France publie une typologie des climats de la France métropolitaine dans laquelle la commune est exposée à un climat océanique altéré et est dans la région climatique Moyenne vallée de la Loire, caractérisée par une bonne insolation (1 850 h/an) et un été peu pluvieux.
Pour la période 1971-2000, la température annuelle moyenne est de 11 °C, avec une amplitude thermique annuelle de 15 °C. Le cumul annuel moyen de précipitations est de 646 mm, avec 10,4 jours de précipitations en janvier et 7,3 jours en juillet. Pour la période 1991-2020, la température moyenne annuelle observée sur la station météorologique de Météo-France la plus proche, « Orléans - Bricy », sur la commune de Bricy à 13 km à vol d'oiseau, est de 11,7 °C et le cumul annuel moyen de précipitations est de 635,5 mm,. Pour l'avenir, les paramètres climatiques de la commune estimés pour 2050 selon différents scénarios d'émission de gaz à effet de serre sont consultables sur un site dédié publié par Météo-France en novembre 2022.

### Milieux naturels et biodiversité
L’inventaire des zones naturelles d'intérêt écologique, faunistique et floristique (ZNIEFF) a pour objectif de réaliser une couverture des zones les plus intéressantes sur le plan écologique, essentiellement dans la perspective d’améliorer la connaissance du patrimoine naturel national et de fournir aux différents décideurs un outil d’aide à la prise en compte de l’environnement dans l’aménagement du territoire. Le territoire communal d'Épieds-en-Beauce ne comprend pas de  ZNIEFF.

## Urbanisme

### Typologie
Au 1er janvier 2024, Épieds-en-Beauce est catégorisée commune rurale à habitat dispersé, selon la nouvelle grille communale de densité à sept niveaux définie par l'Insee en 2022.
Elle est située hors unité urbaine. Par ailleurs la commune fait partie de l'aire d'attraction d'Orléans, dont elle est une commune de la couronne,. Cette aire, qui regroupe 136 communes, est catégorisée dans les aires de 200 000 à moins de 700 000 habitants,.

### Occupation des sols
L'occupation des sols de la commune, telle qu'elle ressort de la base de données européenne d’occupation biophysique des sols Corine Land Cover (CLC), est marquée par l'importance des territoires agricoles (97,7 % en 2018), une proportion sensiblement équivalente à celle de 1990 (98,3 %). La répartition détaillée en 2018 est la suivante : 
terres arables (97,4 %), zones urbanisées (2,2 %), zones agricoles hétérogènes (0,3 %), forêts (0,1 %).
L'évolution de l’occupation des sols de la commune et de ses infrastructures peut être observée sur les différentes représentations cartographiques du territoire : la carte de Cassini (XVIIIe siècle), la carte d'état-major (1820-1866) et les cartes ou photos aériennes de l'IGN pour la période actuelle (1950 à aujourd'hui).

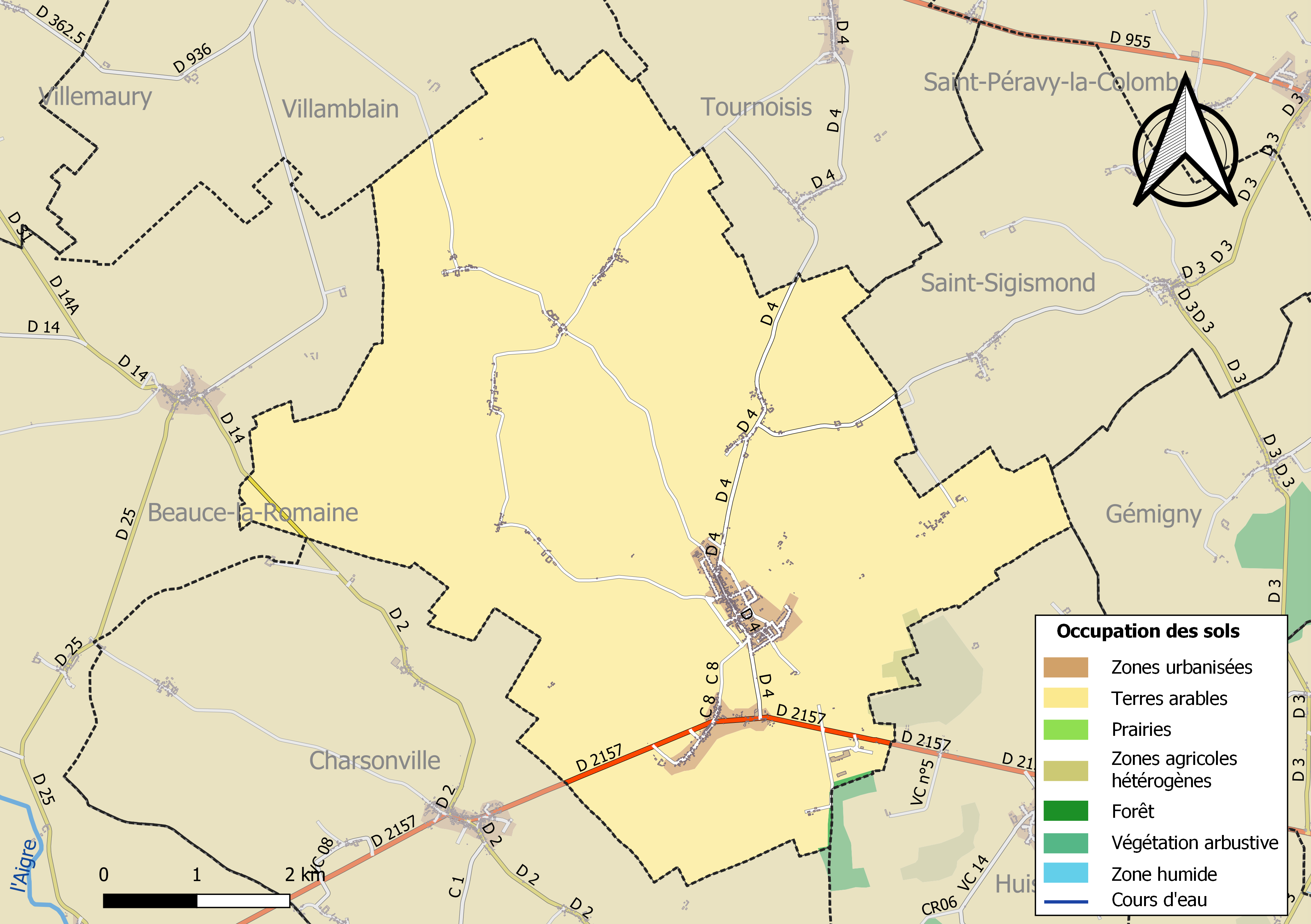
Carte des infrastructures et de l'occupation des sols de la commune en 2018 (CLC).
Carte orthophotographique de la commune en 2016.

### Planification

#### Plan local d’urbanisme
Le conseil municipal prescrit l'élaboration d'un plan local d’urbanisme le 27 avril 1998. Après une enquête publique qui se déroule du 5 juin au 4 juillet 2001, le document est approuvé le 23 juillet 2001. Il est ensuite modifié en 2003
.

#### SCoT du Pays Loire Beauce
La commune est membre de 2002 à 2017 du Pays Loire Beauce, qui regroupe initialement 38 communes. En 2012 les Pays Forêt d'Orléans Val de Loire, Loire Beauce et Pays Sologne Val-sud sont les seuls territoires du département du Loiret ne disposant pas de schéma de cohérence territoriale (SCoT). Compte tenu  de l'intérêt de cet outil pour l'avenir des territoires, les élus de ces pays décident d'engager une démarche commune d'élaboration de SCOT. Le comité syndical du Pays Loire Beauce se prononce majoritairement en janvier 2013 pour prendre la compétence  « Elaboration, gestion et suivi du Schéma de Cohérence Territoriale » dans ses statuts. Le périmètre de SCoT à l'échelle des 38 communes composant le Pays Loire Beauce est arrêté par le Comité Syndical le 26 juin 2013. Les trois SCoT sont lancés officiellement et simultanément à La Ferté-Saint-Aubin le 21 juin 2014, l'assistance à maîtrise d'ouvrage étant confiée à un seul bureau d'études. Après étude et concertation de 2014 à 2018, un diagnostic est présenté aux élus en 2018.
Le Syndicat Mixte du Pays Loire Beauce est transformé en Pôle d'équilibre territorial et rural (PETR) Pays Loire Beauce par arrêté préfectoral du 12 mai 2017. Il couvre désormais l'intégralité des communautés de communes des Terres du Val de Loire et de la Beauce Loirétaine, soit 48 communes.

### Voies de communication et transports

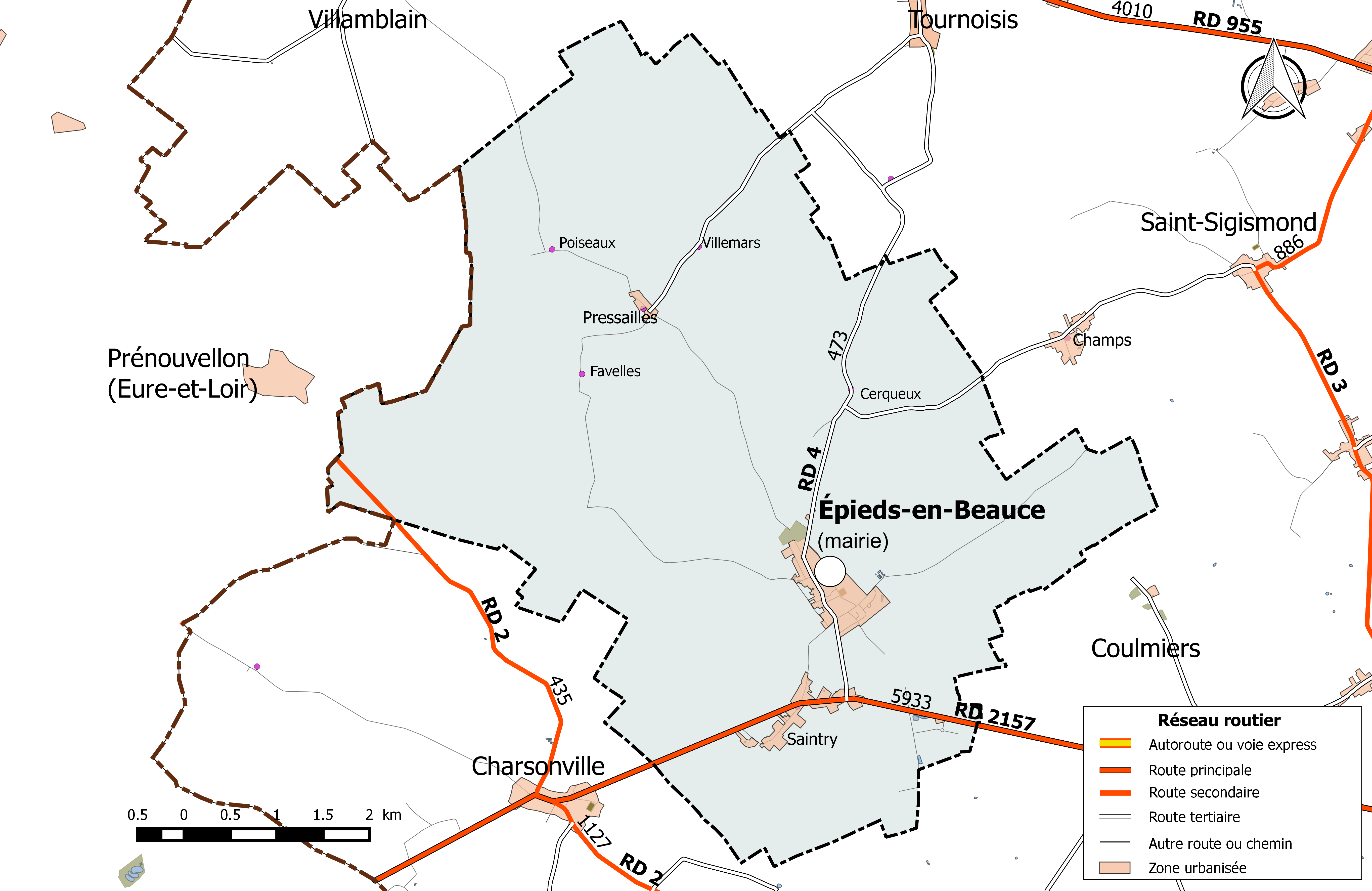
Réseau routier principal de la commune d’Épieds-en-Beauce (avec indication du trafic routier 2014).

#### Infrastructures routières
La commune est traversée par deux routes départementales : une route importante, la RD 2157, ex RN 157, qui relie Saint-Jean-de-la-Ruelle à Charsonville dans le Loiret et se prolonge vers Blois, supportant en 2016 un trafic de 2 094 véhicules/jour dont 1 164 PL/j (19.1 %), et une route à faible trafic, la RD 4, qui relie Tournoisis à Épieds-en-Beauce et supporte en 2016 un trafic de 503 véhicules/jour dont 65 PL/j (12.9 %). Complétant ces voies, la commune est sillonnée de plusieurs voies communales et chemins ruraux desservant ses fermes et hameaux et les bourgs environnants.

#### Transports en commun routiers
En 2019, Épieds-en-Beauce est desservie par la ligne régulière n°1D du Réseau de mobilité interurbaine (Rémi), qui relie Orléans à Ouzouer-le-Marché. La compétence des services de transports routiers interurbains, réguliers et à la demande, initialement assurée par les départements, a été transférée le 1er janvier 2017, des départements aux régions, et donc localement du département du Loiret à la région Centre-Val de Loire, consécutivement à la loi NOTRe du 7 août 2015.

### Risques naturels et technologiques
La commune d'Épieds-en-Beauce est vulnérable à différents aléas naturels : climatiques (hiver exceptionnel ou canicule), mouvements de terrains ou sismique (sismicité très faible). Elle est également exposée à deux risques technologiques : le risque industriel et le risque industriel. 
Entre 1989 et 2019, un arrêté ministériel ayant porté reconnaissance de catastrophe naturelle a été pris pour le territoire de la commune  pour des inondations et coulées de boues.

#### Risques naturels
Le territoire de la commune peut être concerné par un risque d'effondrement de cavités souterraines non connues. Une cartographie départementale de l'inventaire des cavités souterraines et des désordres de surface a été réalisée. Il a été recensé sur la commune plusieurs effondrements de cavités.
Par ailleurs le sol du territoire communal peut faire l'objet de mouvements de terrain liés à la sécheresse. Le phénomène de retrait-gonflement des argiles est la conséquence d'un changement d'humidité des sols argileux. Les argiles sont capables de fixer l'eau disponible mais aussi de la perdre en se rétractant en cas de sécheresse. Ce phénomène peut provoquer des dégâts très importants sur les constructions (fissures, déformations des ouvertures) pouvant rendre inhabitables certains locaux. Celui-ci a particulièrement affecté le Loiret après la canicule de l'été 2003. Une grande partie du territoire de la commune est soumise à un aléa « moyen » face à ce risque, selon l'échelle définie par le Bureau de recherches géologiques et minières (BRGM).
Depuis le 22 octobre 2010, la France dispose d’un nouveau zonage sismique divisant le territoire national en cinq zones de sismicité croissante. La commune, à l’instar de l’ensemble du département,  est concernée par un risque très faible.

#### Risques technologiques
Dans le domaine des risques technologiques, la commune est concernée par un établissement classé "site SEVESO seuil bas" de par ses activités. La commune est également exposée au risque de transport de matières dangereuses, en raison du passage sur son territoire d'un itinéraire structurant supportant un fort trafic (la route départementale D2157),.

## Toponymie
Attestée sous les formes Hugo de Espiers en 1175,  Parrochia de Espiers en 1277, la paroisse de Espiers le 27 janvier 1298, Espiedz le 30 janvier 1317, Espiedz octobre 1364, Espiez en Beaulce en 1550, Espieds en 1578, Espiers en Beausse en 1580, Espiedz en 1584, Espiés en 1740, Epieds en 1768, Epiez au XVIIIe siècle. La commune prend le nom d'Épieds en Beauce par décret du 5 août 1919.
Du bas latin spicarium, formé à l’aide de spica ("épi") et du suffixe collectif arium, il aboutit au français espier ("bâtiment où s’entassent les épis"), et par métonymie: droit domanial en blé, en avoine, et quelquefois en d’autres produits.
Homonymie avec Épieds (Eure), Épieds (Aisne) et Épieds (Maine-et-Loire).

## Histoire

### Préhistoire
Un monument mégalithique remarquable atteste de l'occupation du territoire communal à l'époque du néolithique (de 5 000 à 3 000 ans av. J.-C.). Il s'agit du dolmen dit de Coulmiers. Cette période de la préhistoire se caractérise par les développements de l’agriculture (élevage, cultures) induisant la sédentarisation, de l’utilisation de la pierre polie, de la céramique et du mégalithisme (particulièrement dans la région).

### Protohistoire et Antiquité
La civilisation gauloise s'épanouit pendant la période du second âge du fer, dénommée La Tène, à partir de 500 av. J.-C. L'Orléanais est habité pour la plus grande partie par les Carnutes. L'habitat est avant tout composé de fermes isolées. Des vestiges de l'âge du Fer sont mis en évidence à Épieds-en-Beauce en 2004 par un diagnostic archéologique dans la zone d’activités « les Chantaupiaux », puis par un second diagnostic en 2007, suivi de fouilles en 2010 et 2011. Celles-ci ont révélé l'existence de communautés agropastorales hallstattiennes et laténiennes. Il s’agit d’un enclos carré  ayant eu une fonction funéraire. La présence de très petites pièces de métal fondu, de clous, de vases brûlés et brisés en place et de résidus d'offrandes sont autant d'arguments laissant présager des crémations in situ.  La structure et les pratiques seraient héritées de la culture gauloise, mais les caractéristiques auraient été gommées au profil d'une romanisation volontairement affichée. L'ensemble des découvertes est daté des années 30 de notre ère et indique une utilisation très limitée dans le temps,.

### Moyen Âge
Un fils de Conrad, conte d’Allemagne, et d’Adélaïde de France, Hugues, était abbé de Saint-Aignan et seigneur d’Épieds en 886. Il échangea sa seigneurie contre celle de Bracieux avec Rainon, évêque d’Angers. Cette transaction est mentionnée dans les lettres de Hugues Capet et de Robert 1er, rois de France. Puis ce dernier donna Épieds au chapitre du couvent de Bonne nouvelle d’Orléans. Un peu plus tard, vers 1115, Bernard de Ponthieu fonda un prieuré qui fut doté par Louis VI le Gros. Le manoir seigneurial fut détruit pendant les guerres de religion au XVIe siècle. Épieds dépendait alors du châtelain de Montpipeau.
L'église est construite en 1512.

### Époque moderne

#### Organisation administrative, judiciaire, militaire et ecclésiastique
Sous l'Ancien Régime, sur le plan de l’administration générale et fiscale, la paroisse d’Épieds dépendait de la généralité d’Orléans et de la subdélégation de Beaugency,. La permanence de la taille, l'impôt le plus lourd de l'Ancien Régime, destiné à faire contribuer les sujets appartenant au Tiers-État à l'effort de guerre de la monarchie, impôt qui remonte au XIVe siècle, était perçu dans l’élection de Beaugency De tous les impôts indirects, la gabelle, la taxe sur le sel, était le plus lourd. À la fin du XVIIe siècle les paroisses comprises à l'intérieur des limites du Loiret se répartissaient entre dix-sept greniers à sel, dépendant eux-mêmes de trois directions, celles de Paris, Orléans et Bourges. Épieds dépendait du grenier à sel de Beaugency,.
En matière d'organisation judiciaire, l'Orléanais, le Gâtinais et le Berry étaient pays de « droit coutumier », par opposition aux pays de « droit écrit » de la partie méridionale du royaume. À l'origine transmises oralement et par la jurisprudence, les coutumes avaient été rédigées au cours du XVIe siècle en application de l'ordonnance de 1453. La plus grande partie du Loiret suivait les coutumes d'Orléans et de Montargis qui, toutes deux, procédaient de la coutume de Lorris. Le niveau judiciaire le plus élevé était le Parlement, « cour souveraine établie pour rendre la justice en dernier ressort «au nom du roi» selon la définition la plus courante à la fin de l'Ancien Régime. Au-dessous se situaient les présidiaux, et beaucoup plus anciens qu'eux, puisque remontant au Moyen Âge, se trouvaient ensuite les tribunaux des bailliages royaux, rouages essentiels de la justice royale. En principe, une certaine concordance existait entre bailliages et coutumes. Non seulement la coutume d'Orléans régissait le bailliage du même nom, mais elle était suivie également par ceux de Beaugency, Boiscommun, Neuville, Vitry-aux-Loges, Yèvre-le-Chitel et une partie de celui de Janville, tous bailliages secondaires d'Orléans. Ainsi, Épieds dépendait du parlement de Paris et du bailliage de Beaugency, appliquant la coutume d’Orléans.
Sur le plan militaire, Épieds dépendait du gouvernement de l'Orléanais. Les gouvernements avaient été des divisions à la fois militaires et politiques avant l'institution des intendants. Réduits à un rôle uniquement militaire - qui ne devint bientôt plus que théorique - les gouvernements étaient à peu près totalement étrangers à la vie ordinaire des populations aux XVIIe et XVIIIe siècles.
Sur le plan ecclésiastique, Épieds dépendait du diocèse d'Orléans et de l’archidiaconé de Beaugency. Chaque église paroissiale était placée sous la protection d'un saint, dont le vocable peut être retrouvé dans les « pouillés » - registres diocésains - du XVIIIe siècle. Le vocable d'Épieds était Saint Privat. Le choix des curés des paroisses était fait par un présentateur. Le prieur de Saint-Laurent des Orgerils (Orléans) faisait office de présentateur pour Épieds.

### Époque contemporaine

#### De la Révolution française à la fin duXIXesiècle
Avec la réorganisation territoriale engagée après la Révolution, la commune est dans un premier temps rattachée au canton d'Épieds et au district de Beaugency de 1790 à 1795. La Constitution du 5 fructidor an III, appliquée à partir de vendémiaire an IV (1795) supprime les districts, rouages administratifs liés à la Terreur, mais maintient les cantons qui acquièrent dès lors plus d'importance. Sous le Consulat, un redécoupage territorial visant à réduire le nombre de justices de paix est opéré.  La commune, orthographiée Épiez, est alors rattachée au canton de Méun par arrêté du 9 vendémiaire an X (30 septembre 1801),.

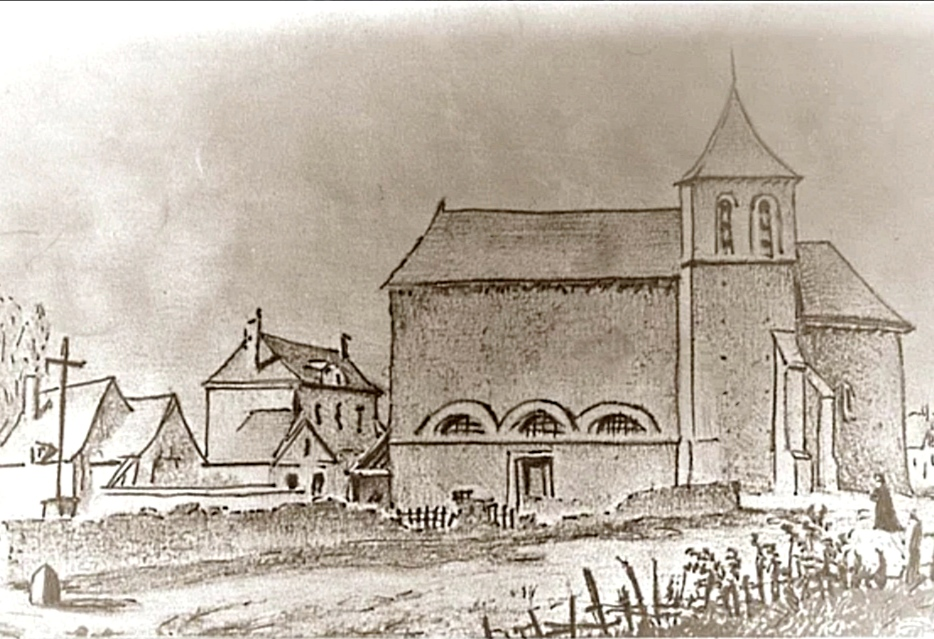
Ancienne Église d'Epieds en Beauce.

Le 24 avril 1820, un incendie se déclare dans une meule de foin près de l'église, se propageant à celle-ci et entraînant sa destruction ainsi que les trois quarts des bâtiments du bourg, qui étaient couverts de chaume. L’église est reconstruite et remise en service en 1822, avec une nouvelle cloche remplaçant l’ancienne qui avait fondu dans l’incendie. Ce n'est qu'en 1846 qu’apparaît l'existence d'un corps municipal de sapeurs-pompiers. L'église est reconstruite en 1882.

## Politique et administration

### Découpage territorial

#### Bloc communal (Commune et intercommunalités)
Créée en 1793, la commune ne connaît aucun événement de restructuration majeure de son territoire, de type suppression, cession ou réception de territoire, n'a affecté la commune depuis sa création.
La commune d'Épieds-en-Beauce n'appartient à aucune intercommunalité à fiscalité propre jusqu'en 2012 et fait partie, à cette date, des 68 communes du Loiret dites « isolées », dont les dix communes du canton d'Artenay. La commune rejoint la communauté de communes de la Beauce oratorienne le 1er janvier 2013, une intercommunalité créée en 1999 dont le siège est à Ouzouer-le-Marché dans le Loir-et-Cher. La commune appartient à d'autres établissements publics de coopération intercommunale, de type syndicats ou autres regroupements intercommunaux. Le découpage territorial de ces structures est en constante évolution dans une perspective de rationalisation et d'efficience des services.

#### Circonscriptions et collectivités de rattachement
La commune d'Épieds-en-Beauce est rattachée administrativement à l'arrondissement d'Orléans et politiquement au canton de Meung-sur-Loire pour les élections départementales et à la deuxième circonscription du Loiret pour les élections législatives.
La commune est rattachée au département du Loiret et à la région Centre-Val de Loire, à la fois circonscriptions administratives de l'État et collectivités territoriales.

### Politique et administration municipales

#### Conseil municipal et maire
Depuis les élections municipales de 2014, le conseil municipal  d'Épieds-en-Beauce, commune de plus de 1 000 habitants, est élu au scrutin proportionnel de liste à deux tours (sans aucune modification possible de la liste),  pour un mandat de six ans renouvelable. Il est composé de 15 membres. L'exécutif communal, est constitué par le maire, élu par le conseil municipal, parmi ses membres, pour un mandat de six ans, c'est-à-dire pour la durée du mandat du conseil.
| Période                                  | Période  | Identité                                | Étiquette | Qualité                                                                                  |
| ---------------------------------------- | -------- | --------------------------------------- | --------- | ---------------------------------------------------------------------------------------- |
| 1792                                     | ~1796    | Pierre Perrot                           |           |                                                                                          |
| ~1801                                    | 1815     | Hilaire Barrault                        |           | Paysan                                                                                   |
| 1815                                     | ~1827    | Barthélémy Charles Lemaire              |           | Notaire, fils du Notaire du Marquisat de MontPipeau                                      |
| ~1836                                    | 1848     | Jacques Laurent Guérin                  |           |                                                                                          |
| 1848                                     | ~1852    | Prosper Maximilien Blain                |           | Paysan et marchand-mercier puis Maire à Beaugency                                        |
| ~1857                                    |          | Jacques Alexandre Guérin                |           | Paysan, propriétaire à la ferme St Georges                                               |
| ~1859                                    |          | Prosper Maximilien Blain                |           | Paysan et marchand-mercier puis Maire à Beaugency                                        |
| ~1861                                    | ~1863    | Jacques Alexandre Guérin                |           | Paysan, propriétaire à la ferme St Georges                                               |
| ~1877                                    |          | Eugène Modeste Maximilien Cointepas     |           |                                                                                          |
| 1879                                     | 1900     | François Appolinaire Chavigny           |           | Paysan                                                                                   |
| 1900                                     | 1911     | Anatole Donatien Lebrun                 |           | Notaire                                                                                  |
| 1911                                     | 1912     | Eugène Prosper Pointereau (père)        |           |                                                                                          |
| 1912                                     | 1919     | Eugène Prosper Désiré Pointereau (fils) |           | Paysan                                                                                   |
| 1919                                     | 1925     | Eugène Mouton                           |           | Médecin                                                                                  |
| 1925                                     | 1941     | François Emile Gaumet                   |           | Notaire, député (1928-1932), Conseiller général du canton de Meung-sur-Loire (1922-1934) |
| 1941                                     | 1944     | Eugène Prosper Désiré Pointereau (fils) |           | Paysan, Président de la Délégation spéciale                                              |
| 1944                                     | 1953     | Jacques Faucheux                        | MRP       | nommé à la libération, cultivateur                                                       |
| 1953                                     | 1959     | Georges Terrier                         |           |                                                                                          |
| 1959                                     | 1989     | Jacques Faucheux                        |           | cultivateur                                                                              |
| 1989                                     | 2016     | Christian Gauchard                      |           | Menuisier                                                                                |
| mars 2016                                | En cours | Yves Faucheux,                          |           | Ancien agriculteur exploitant                                                            |
| Les données manquantes sont à compléter. |          |                                         |           |                                                                                          |

## Équipements et services

### Environnement

#### Gestion des déchets
Au 31 décembre 2016, la commune est membre du syndicat mixte intercommunal pour le ramassage et le traitement des ordures ménagères (SMIRTOM) de la région de Beaugency, créé en 1971. Celui-ci assure la collecte et le traitement des ordures ménagères résiduelles en porte à porte, des emballages ménagers recyclables en porte à porte ou en points d’apport volontaire, du verre en points d’apport volontaire et des papiers en points d’apport volontaire
. Un réseau de sept déchèteries, dont une est située sur le territoire communal, accueille les encombrants et autres déchets spécifiques (déchets verts, déchets dangereux, gravats, ferraille, cartons…). L'élimination et la valorisation énergétique des déchets est effectuée dans l'UIOM de Saran depuis 1996, exploitée par la société Orvade, filiale du groupe Véolia, par délégation de service de la communauté urbaine Orléans-Métropole.
Depuis le 1er janvier 2017, la « gestion des déchets ménagers » ne fait plus partie des compétences de la commune mais est une compétence obligatoire de la communauté de communes des Terres du Val de Loire, en application de la loi NOTRe du 7 août 2015. Dans ce nouveau cadre, le préfet du Loiret indique dans un courrier du 28 décembre 2016 aux présidents des communautés de communes concernées que le SMIRTOM de la région de Beaugency sera dissout le 30 juin 2017.

#### Production et distribution d'eau
Le service public d’eau potable est une compétence obligatoire des communes depuis l’adoption de la loi du 30 décembre 2006 sur l’eau et les milieux aquatiques. Au 31 décembre 2016, la production et la distribution de l'eau potable sur le territoire communal sont assurées par la commune elle-même. Des analyses de l'eau potable sont faites périodiquement. La loi NOTRe du 7 août 2015 prévoit que le transfert des compétences « eau et assainissement » vers les communautés de communes sera obligatoire à compter du 1er janvier 2020. Le transfert d’une compétence entraîne  de  facto la mise à disposition gratuite de plein droit des biens, équipements et services publics utilisés, à la date du transfert, pour l'exercice de ces compétences et la substitution de la communauté dans les droits et obligations des communes,.

#### Assainissement
La compétence assainissement, qui recouvre obligatoirement la collecte, le transport et l’épuration des eaux usées, l’élimination des boues produites, ainsi que le contrôle des raccordements aux réseaux publics de collecte, est assurée  par la commune elle-même. La commune est raccordée à une station d'épuration située sur le territoire communal, route de Cheminiers, mise en service le 1er juin 1981 et agrandie en 2011. Sa capacité nominale de traitement est de 1 800 EH, soit 270 m3/jour. Cet équipement utilise un procédé d'épuration biologique dit « à boues activées ». Son exploitation est assurée en 2017 par la Lyonnaise des Eaux Orléans.
L’assainissement non collectif (ANC) désigne les installations individuelles de traitement des eaux domestiques qui ne sont pas desservies par un réseau public de collecte des eaux usées et qui doivent en conséquence traiter elles-mêmes leurs eaux usées avant de les rejeter dans le milieu naturel. Depuis le 1er janvier 2017, la Communauté de communes des Terres du Val de Loire assure le service public d'assainissement non collectif (SPANC), après la fusion des communautés de communes  du Val des Mauves, du Canton de Beaugency, du Val d'Ardoux et de la Beauce oratorienne située dans le Loir-et-Cher qui l'assuraient auparavant. Celui-ci a pour mission de vérifier la bonne exécution des travaux de réalisation et de réhabilitation, ainsi que le bon fonctionnement et l’entretien des installations,.

## Population et société

### Démographie
L'évolution du nombre d'habitants est connue à travers les recensements de la population effectués dans la commune depuis 1793. Pour les communes de moins de 10 000 habitants, une enquête de recensement portant sur toute la population est réalisée tous les cinq ans, les populations de référence des années intermédiaires étant quant à elles estimées par interpolation ou extrapolation. Pour la commune, le premier recensement exhaustif entrant dans le cadre du nouveau dispositif a été réalisé en 2007.

En 2022, la commune comptait 1 446 habitants, en évolution de −0,62 % par rapport à 2016 (Loiret : +1,89 %, France hors Mayotte : +2,11 %).
| 1793 | 1800 | 1806  | 1821  | 1831  | 1836  | 1841  | 1846  | 1851  |
| ---- | ---- | ----- | ----- | ----- | ----- | ----- | ----- | ----- |
| 946  | 979  | 1 028 | 1 030 | 1 075 | 1 096 | 1 172 | 1 255 | 1 314 |

| 1856  | 1861  | 1866  | 1872  | 1876  | 1881  | 1886  | 1891  | 1896  |
| ----- | ----- | ----- | ----- | ----- | ----- | ----- | ----- | ----- |
| 1 300 | 1 310 | 1 309 | 1 250 | 1 249 | 1 281 | 1 318 | 1 315 | 1 296 |

| 1901  | 1906  | 1911  | 1921  | 1926  | 1931  | 1936  | 1946  | 1954  |
| ----- | ----- | ----- | ----- | ----- | ----- | ----- | ----- | ----- |
| 1 240 | 1 269 | 1 255 | 1 120 | 1 170 | 1 130 | 1 162 | 1 116 | 1 056 |

| 1962 | 1968 | 1975 | 1982 | 1990  | 1999  | 2006  | 2007  | 2012  |
| ---- | ---- | ---- | ---- | ----- | ----- | ----- | ----- | ----- |
| 955  | 862  | 861  | 932  | 1 028 | 1 036 | 1 330 | 1 372 | 1 450 |

| 2017  | 2022  | - | - | - | - | - | - | - |
| ----- | ----- | - | - | - | - | - | - | - |
| 1 435 | 1 446 | - | - | - | - | - | - | - |

## Culture locale et patrimoine

### Lieux et monuments

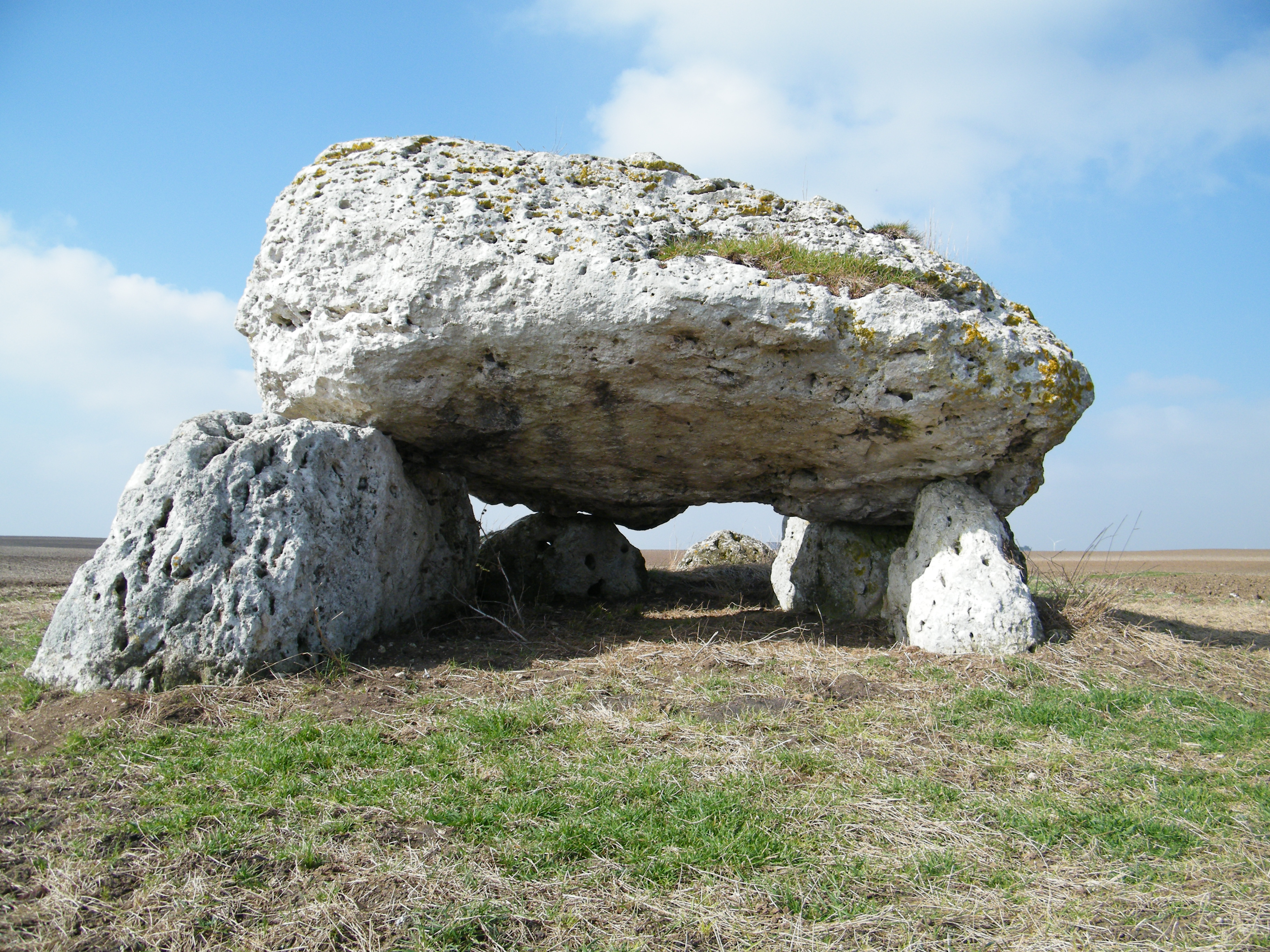
Dolmen dit des Pierres Fenats.

- Dolmen des Pierres Fenats (pierres fainéantes), monument du Néolithique,  Classé MH (1879) depuis 1879 ; haut de près de 3 mètres et long de 4 mètres 50, il est composé de cinq pierres. Des ossements funéraires ont été retrouvés à sa base.

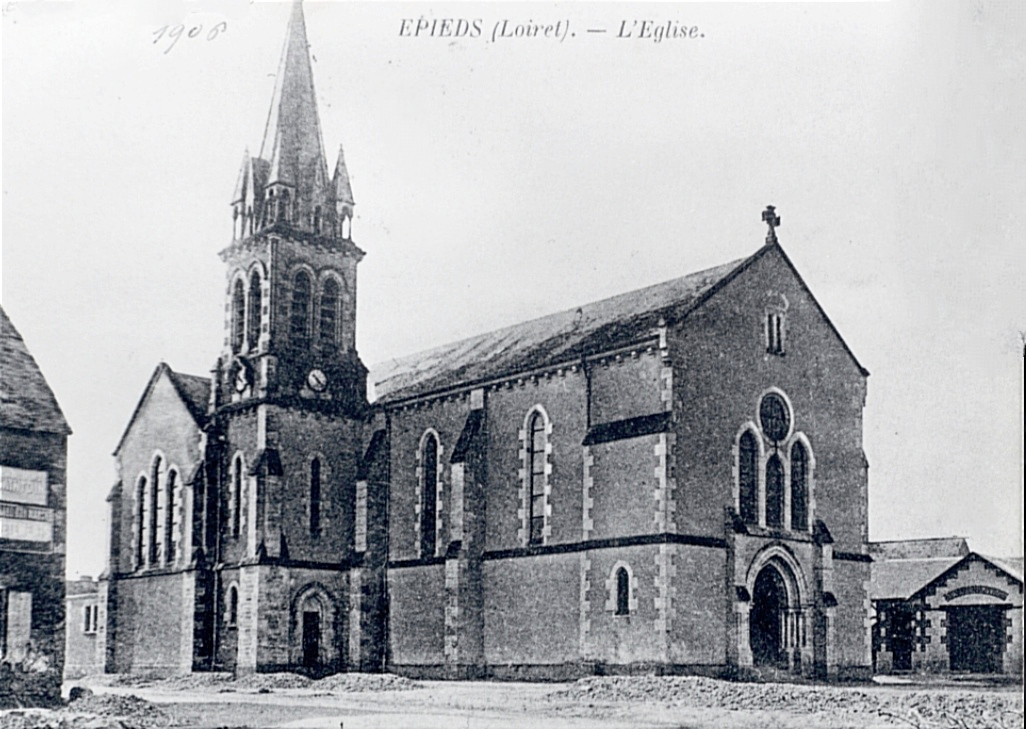
Église Saint-Privat d'Épieds-en-Beauce en 1906.

- Église Saint-Privat, reconstruite, à la suite d'un incendie, au XIXe siècle.
- Présence de 3 monuments commémoratifs, honorent les soldats français tombés lors des combats, pendant la guerre franco-prussienne, lors de la bataille d'Épieds en 1870. Marquant ainsi la mémoire collective des sacrifices militaires.Monuments D'Epieds en Beauce

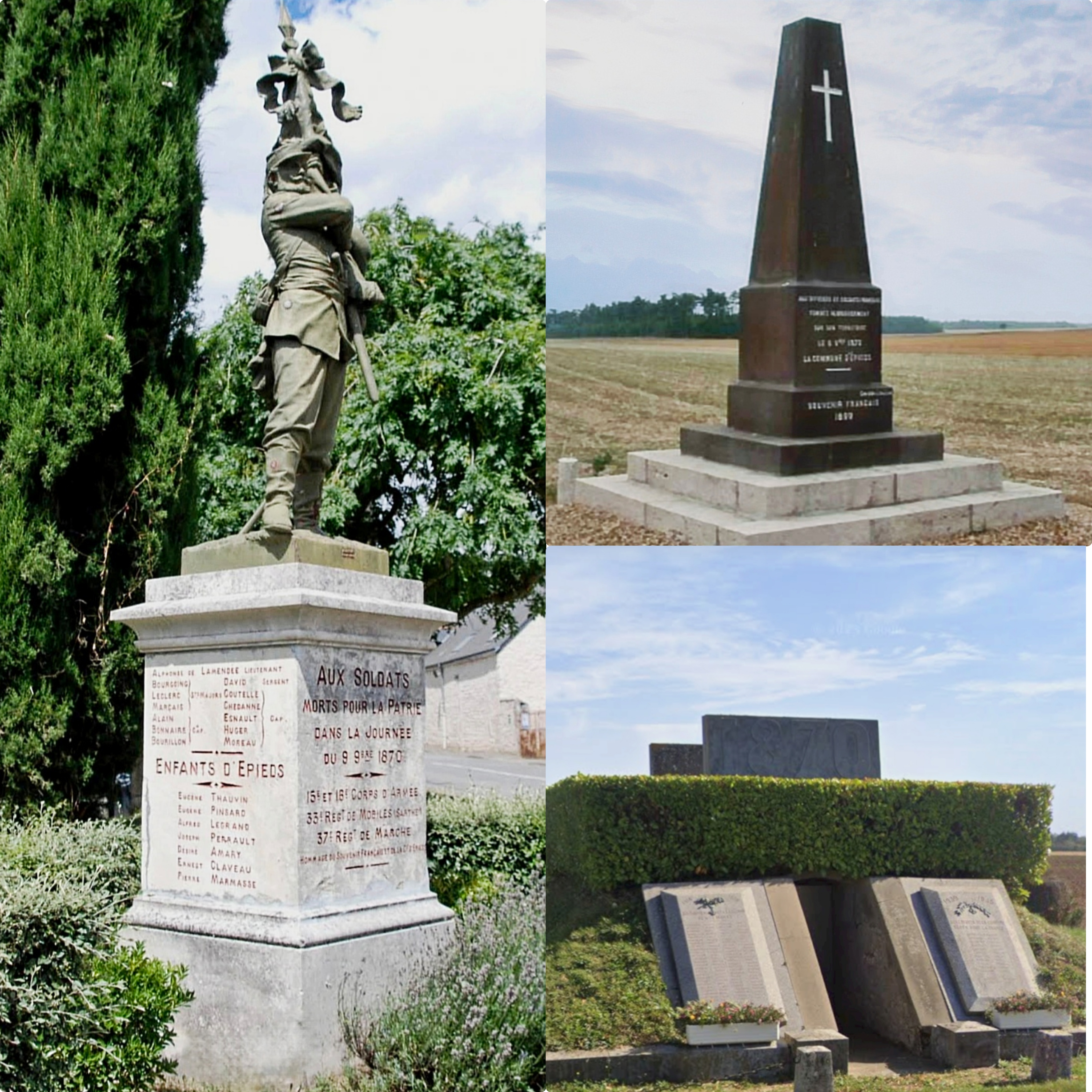
Monuments D'Epieds en Beauce

- Des souterrains ont été découverts au lieu-dit Fourneaux. Dans l’un, on a constaté des vestiges d’un cloître qui montraient encore des sièges taillés dans le tuf, des arcades, de la vaisselle en terre rouge, un carreau en terre cuite. Dans l’autre, on a trouvé des tubes de terre cuite qui s’enchâssaient les uns dans les autres[101].

### Héraldique
Au premier d'azur semé d'épis de blé d'or,
Au second coupé de gueules et d'or, au premier une crosse d'or posée en pal, représentant l'église Saint-Privat, au second un dolmen de gueules posé de profil, représentant le dolmen des Pierres-Fenats.

## Personnalités liées à la commune
- François Gaumet est un homme politique français né le 9 novembre 1880 à Châtillon-sur-Loire (Loiret) et décède le 6 janvier 1964 à Orléans. Notaire à Épieds-en-Beauce, il est maire de la commune et conseiller général. Il est député du Loiret de 1928 à 1932, sous l'étiquette Union républicaine démocratique. Battu en 1932, il se retire de la vie politique.
- Xavier Gillot est un médecin militaire, officier du corps de santé des troupes coloniales françaises, compagnon de la Libération (décret du 17 novembre 1945) au titre de son action dans la France libre.
- Mikaele Tui (1956-2023) est un journaliste, chef coutumier et fonctionnaire de Wallis-et-Futuna, qui réside à Épieds-en-Beauce à partir de 2015.
- Serge Cleuziou (1945-2009) est un archéologue et protohistorien français.